# Elmira Gambarova
Elmira Gambarova (azer. Elmira Qəmbərova; ur. 14 marca 1994) – azerska zapaśniczka walcząca w stylu wolnym. Zajęła dwunaste miejsce na mistrzostwach świata w 2017. Brązowa medalistka mistrzostw Europy w 2019, a także igrzysk Solidarności Islamskiej w 2017. Wicemistrzyni igrzysk europejskich w 2019 i piętnasta w 2015. Siódma w Pucharze Świata w 2017
. Wicemistrzyni Europy juniorów w 2014, a trzecia na ME U-23 w 2015 roku.